# 南磁湾恐龙化石
南磁湾恐龙化石，位于宁夏回族自治区银川市灵武市磁窑堡，是中华人民共和国宁夏回族自治区文物保护单位之一。
2005年9月15日，授予宁夏回族自治区文物保护单位，是一座古遗址。